# لاکهید ایر اکسپرس
لاکهید ایر اکسپرس (به انگلیسی: Lockheed Air Express) یک هواگرد ساختِ کارخانهٔ لاکهید کورپوریشن در کشور ایالات متحده آمریکا است. این هواگرد برای نخستین بار در ۱ آوریل ۱۹۲۸ میلادی مورد استفاده قرار گرفت.